# Hipertrofie
Hipertrofia este creșterea anormală a volumului unei celule, țesut sau organ ca urmare a unei funcții nutritive exagerate sau a unui proces patologic. Se distinge de hiperplazie, în care celulele rămân aproximativ de aceeași dimensiune, dar cresc în număr. Deși hipertrofia și hiperplazia sunt două procese distincte, ele apar frecvent împreună, cum ar fi în cazul proliferării induse hormonal și al măririi celulelor uterului în timpul sarcinii.
De exemplu, hipertrofia musculară se referă la creșterea dimensiunii mușchilor prin antrenamente specifice de forță. Există două tipuri principale de hipertrofie musculară:
- Hipertrofia miofibrilară – se manifestă prin creșterea fibrelor musculare;
- Hipertrofia sarcoplasmatică – implică creșterea volumului de lichid sarcoplasmatic din mușchi, ceea ce le mărește dimensiunea generală, dar fără a adăuga semnificativ la forță.

## Galerie

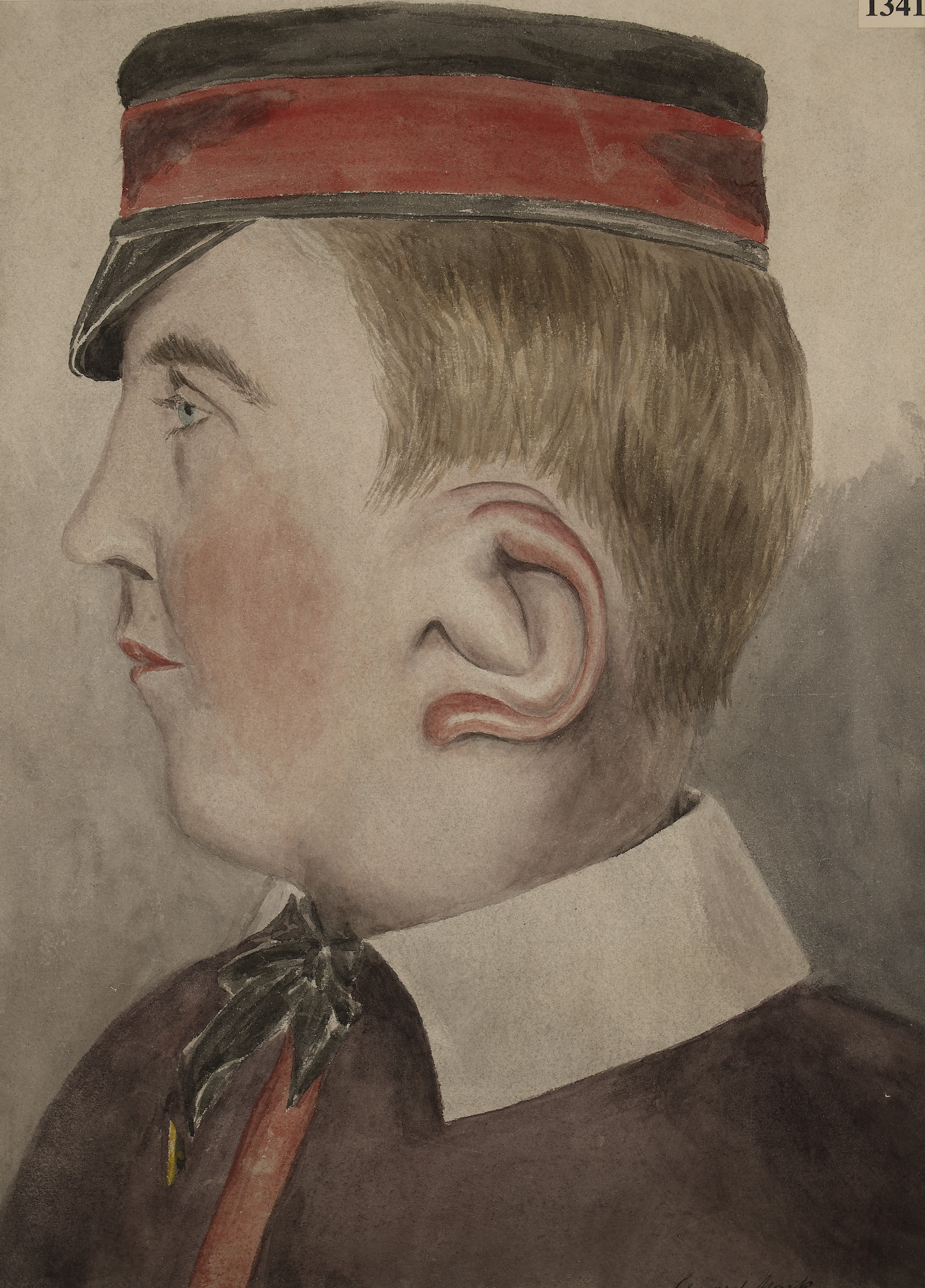
Ureche
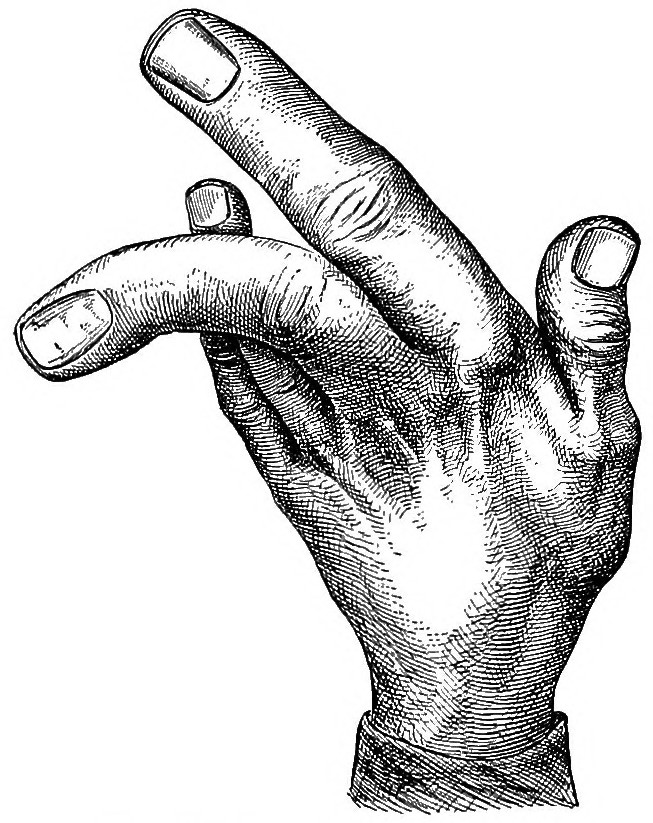
Degetel
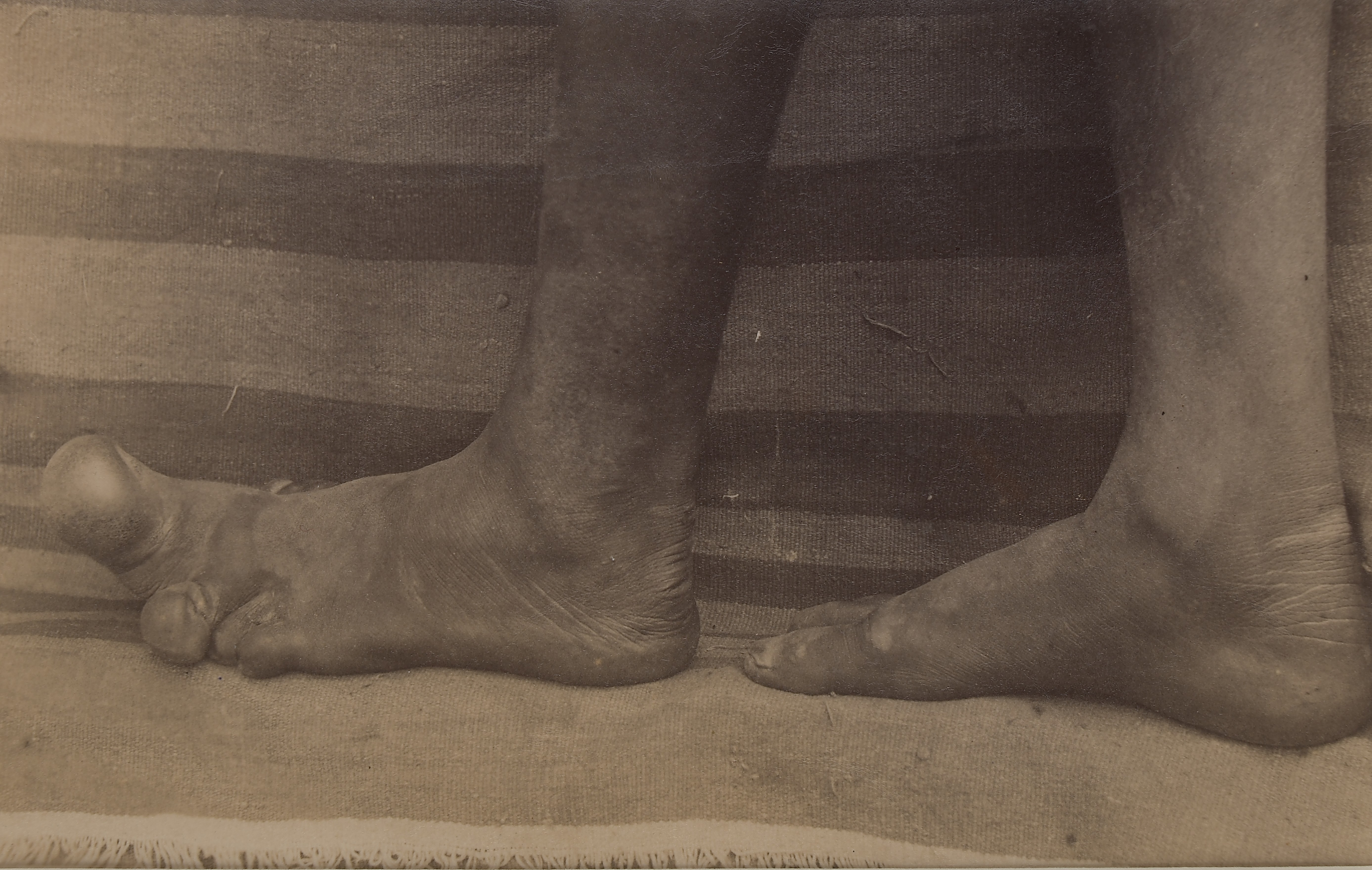
Picior (inflamat parțial)
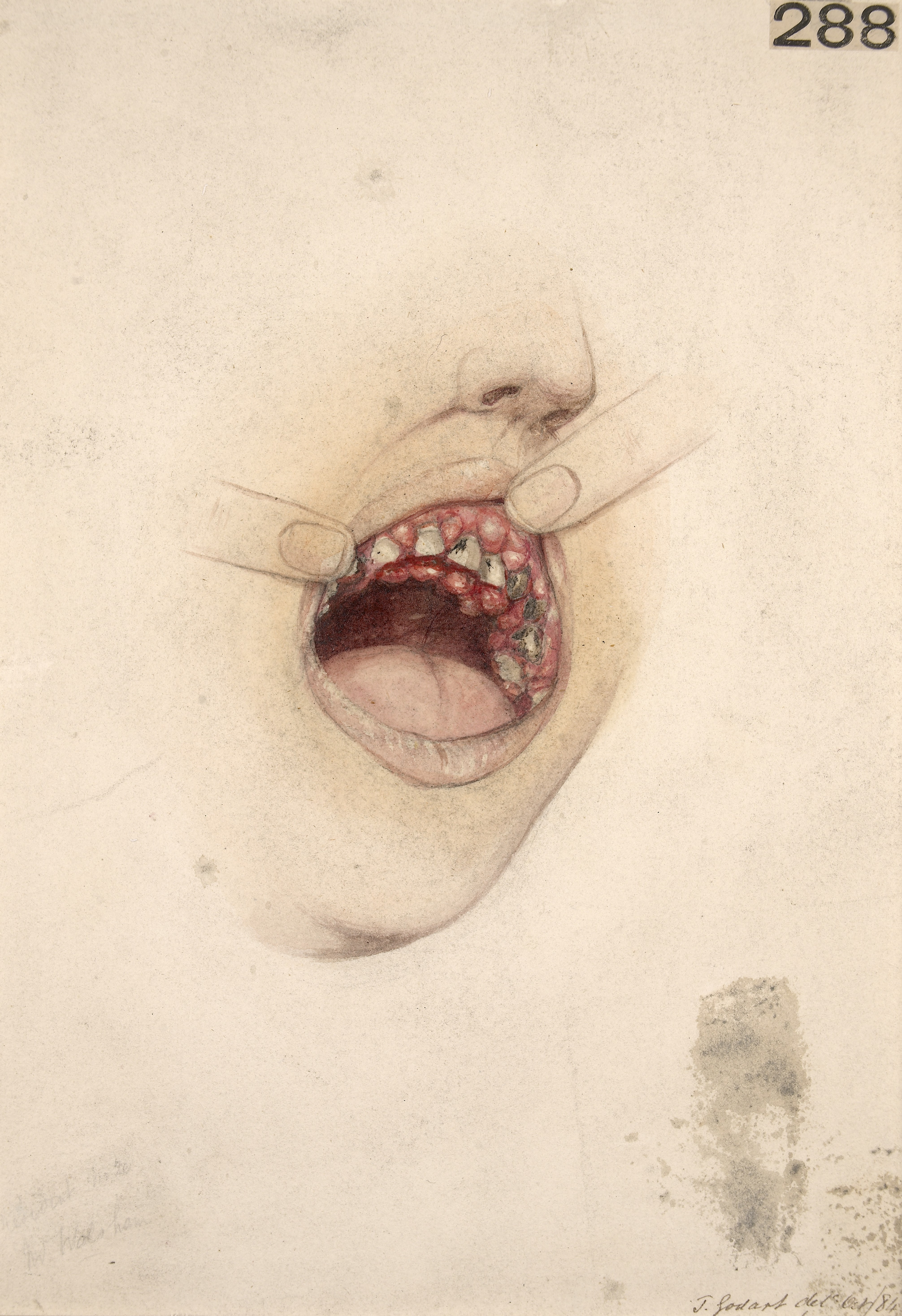
Gingie
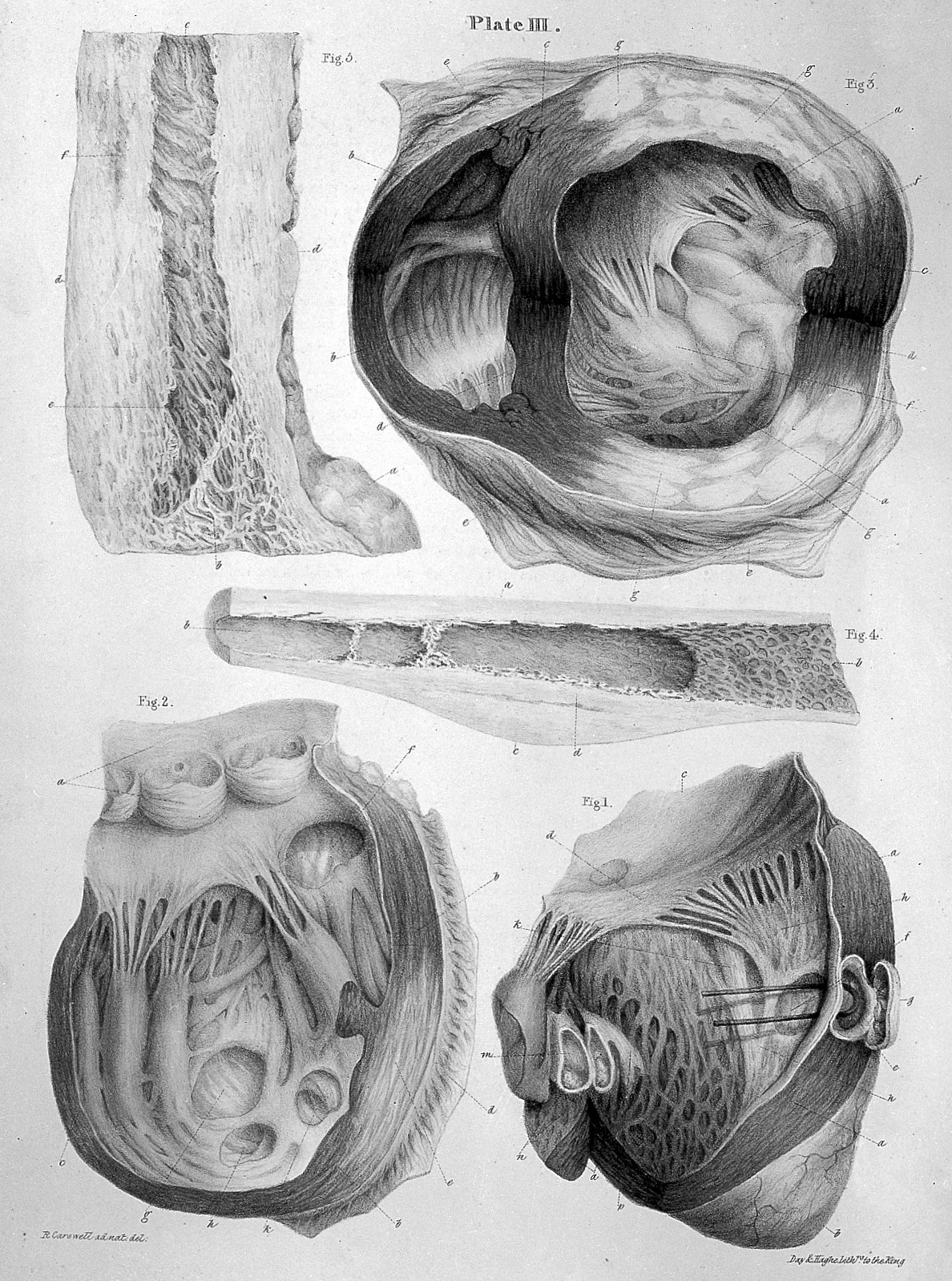
Inimă
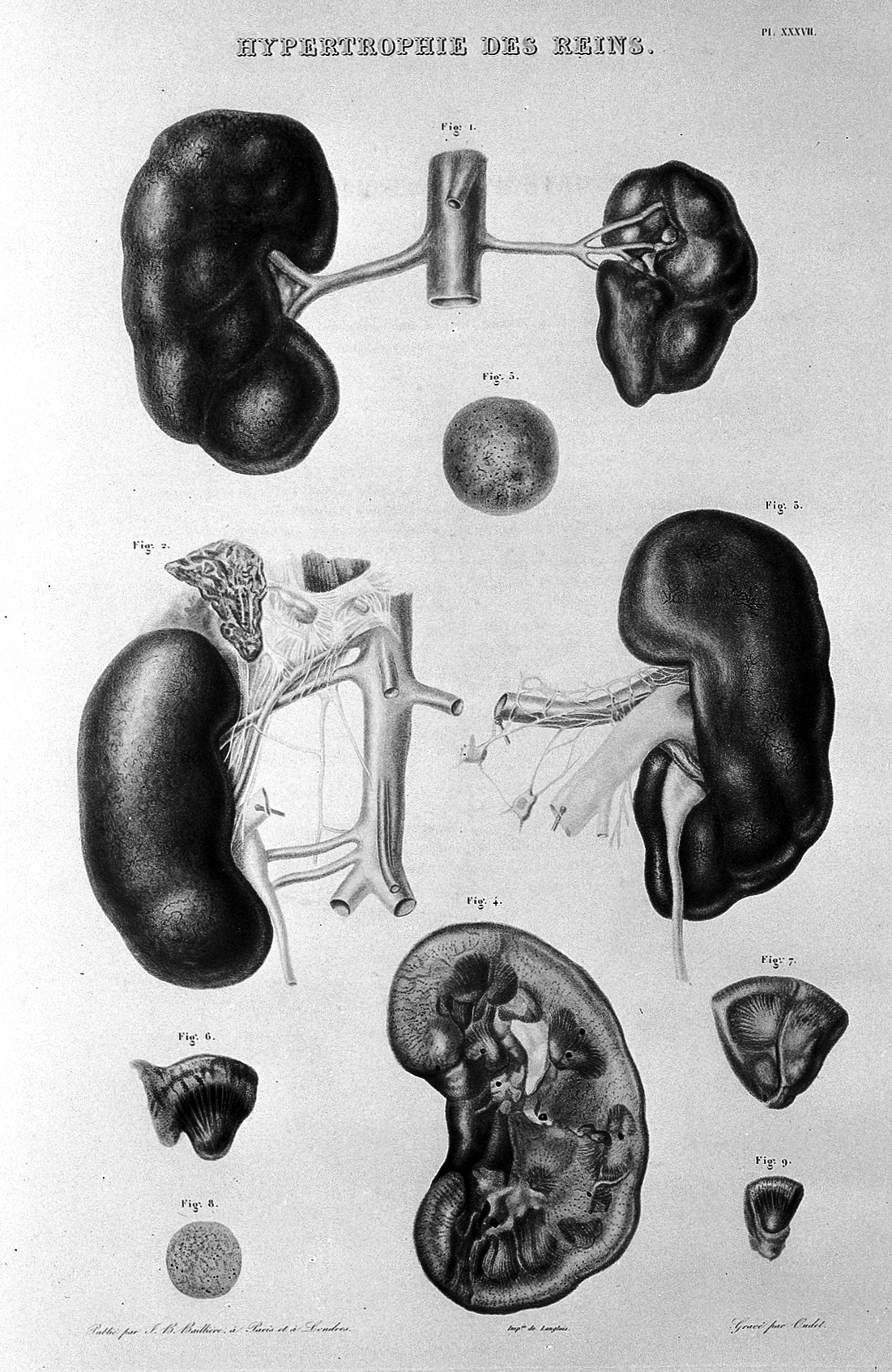
Rinichi
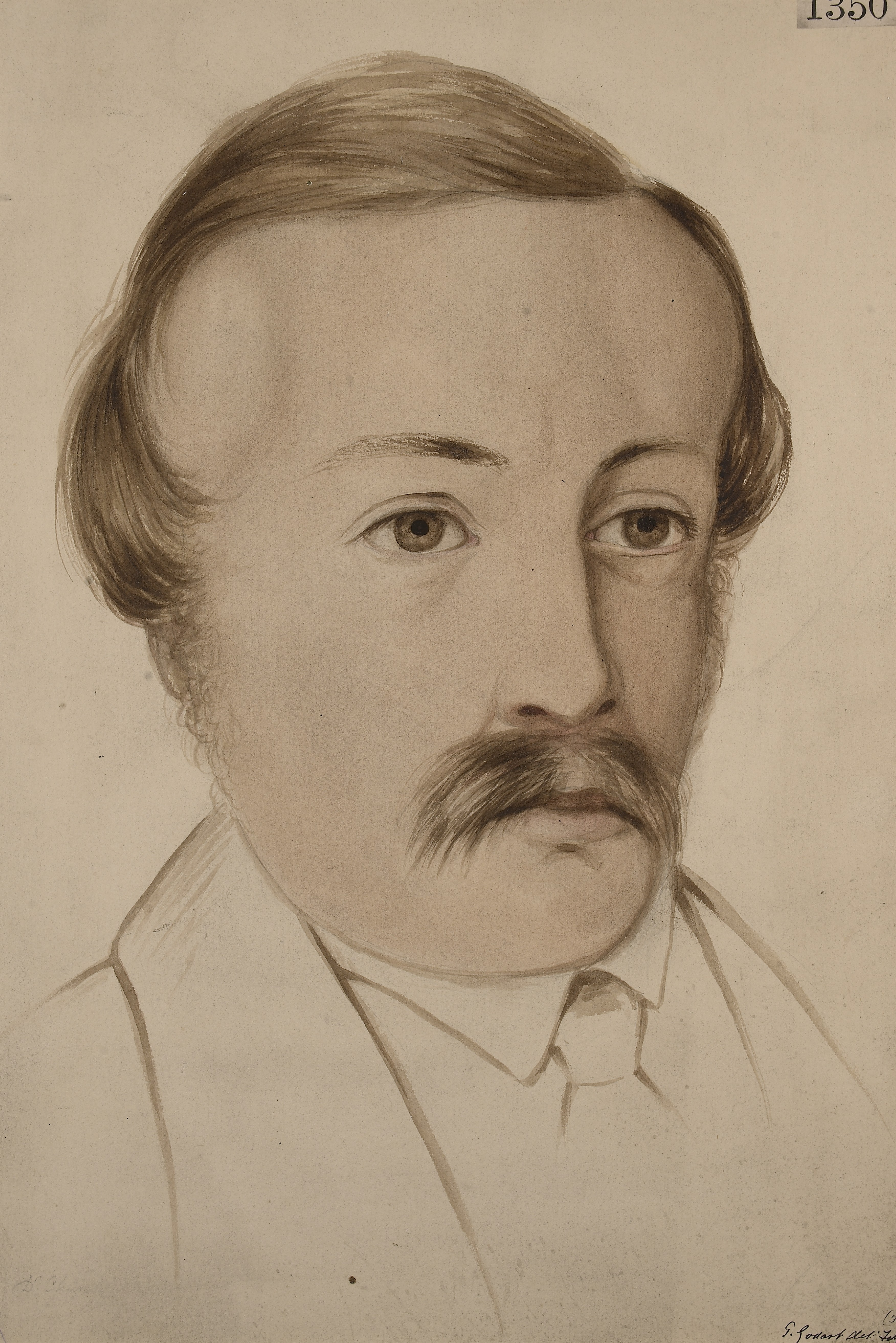
Mușchi temporali
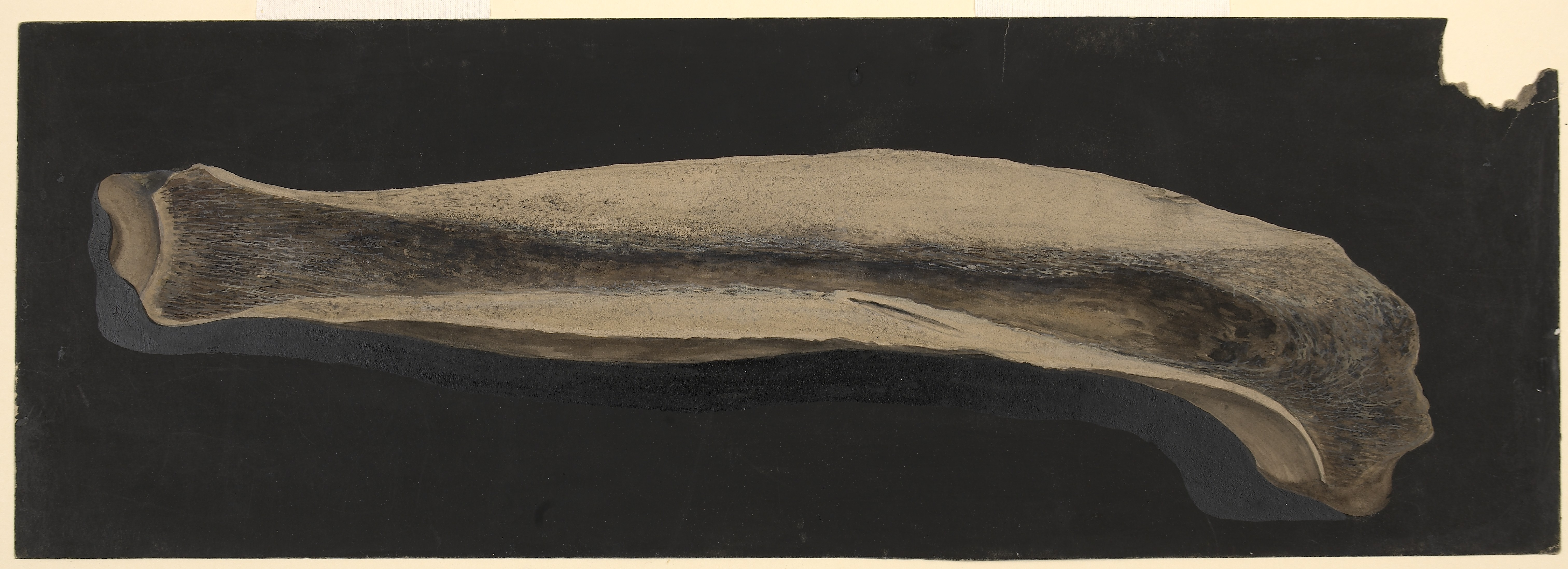
Tibie (inflamată)
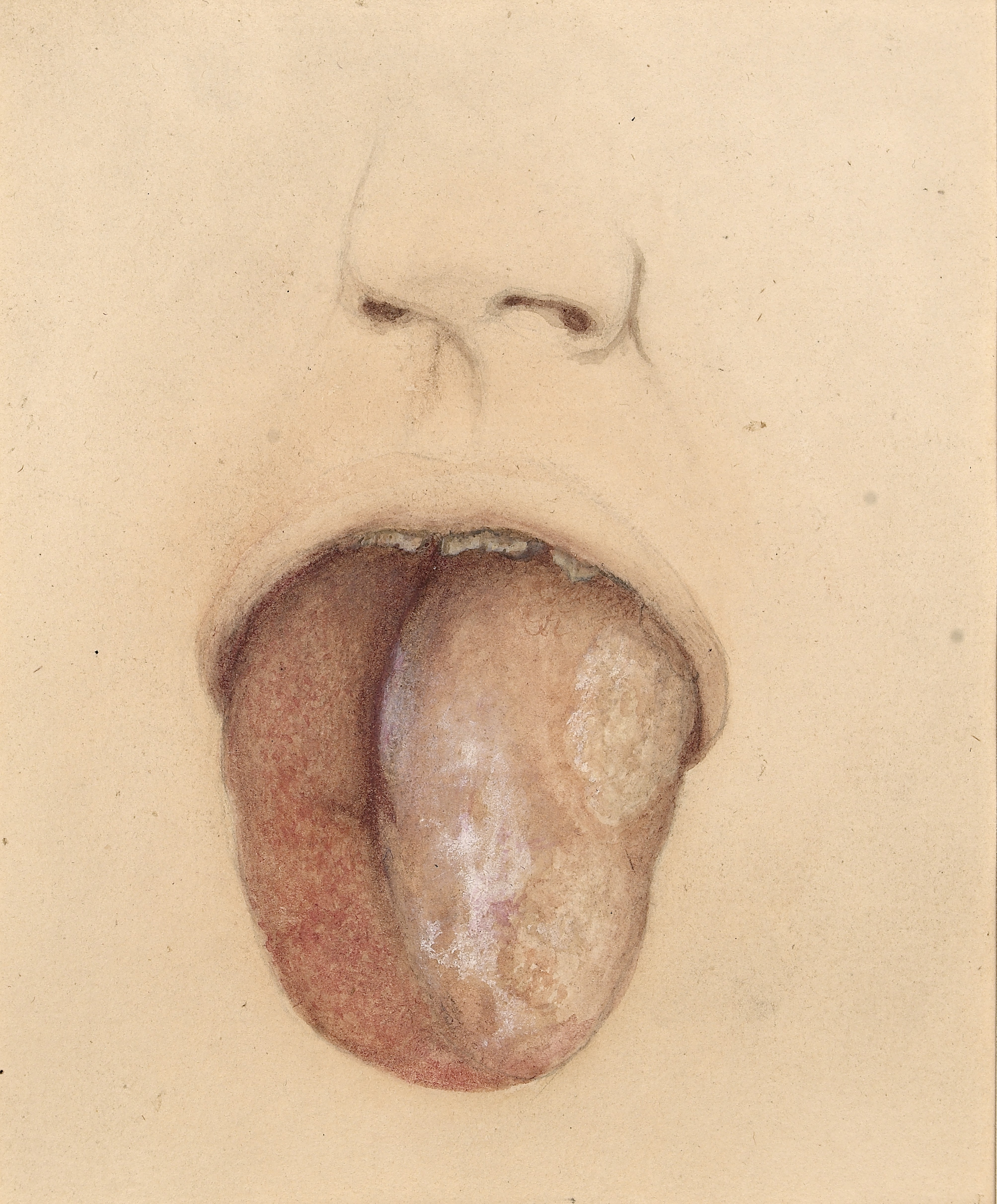
Limbă (inflamată)